# Osvaldo Cortés
Osvaldo Cortés Calvo (Buenos Aires, 6 de enero de 1950) es un exfutbolista argentino. Jugaba como defensa y su primer club fue Atlanta.

## Carrera
Famoso por lanzar los saques laterales como verdaderos centros al área rival, comenzó su carrera en 1970 jugando para Atlanta. En 1973 fue parte de la Selección Fantasma, que logró la clasificación para el Mundial de Alemania luego de vencer a Bolivia en la altura de La Paz. Jugó en Atlanta hasta el año 1974. En ese año se fue a España a probar suerte en el Elche CF, en donde estuvo hasta 1978. En 1979 fichó para el Real Valladolid, en Segunda División, quedando muy cerca del ascenso. En ese año regresó a la Argentina para jugar el torneo Nacional con All Boys. Ya en 1980 se incorpora a Platense, en donde jugó hasta 1982. En 1983 pasó a Huracán y en 1985 formó parte del equipo de Cipolletti que participó del Campeonato Nacional junto a Marcelo Yorno, Blas Armando Giunta y Walter Parodi. Finalmente fue en Temperley donde terminó su carrera a fines del '85, jugando el Campeonato Metropolitano en Primera División A. 
En la década del 90, se desempeñó como director técnico en equipos del ascenso como El Porvenir y Sportivo Dock Sud y posteriormente como preparador físico junto a Mario Finarolli en Douglas Haig de Pergamino y Sarmiento de Junín, logrando el ascenso al Nacional B. 
También integró el equipo Senior de la Selección Argentina que ganó la Copa Pelé en 1987.
Además del fútbol se dedicó a la docencia como profesor de educación física y bibliotecario, puesto que desempeña en la actualidad.

## Clubes
| Club            | País      | Año       | Partidos | Goles |
| --------------- | --------- | --------- | -------- | ----- |
| Atlanta         | Argentina | 1970-1974 | 87       | 0     |
| Elche CF        | España    | 1974-1978 | 60       | 0     |
| Real Valladolid | España    | 1978-1979 | 35       | 2     |
| All Boys        | Argentina | 1979      | 9        | 0     |
| Platense        | Argentina | 1980-1982 | 101      | 1     |
| Huracán         | Argentina | 1983-1984 | 102      | 3     |
| Cipolletti      | Argentina | 1985      | 8        | 0     |
| Temperley       | Argentina | 1985      | 8        | 0     |